# Elton
Az Elton angol eredetű férfinév, jelentése: régi, ősi faluból való.

## Névnapok
- február 16.
- július 20.
- augusztus 20.

## Híres Eltonok
- Elton John, angol énekes